# Hillcrest (Durban)
Hillcrest ist eine Ortschaft in der Nähe von Durban in der Provinz KwaZulu-Natal in Südafrika. Hillcrest gehört zur Metropolgemeinde eThekwini. Der Ort liegt auf einem der Berge rund um Durban auf einer Höhe von 716 Metern über dem Meeresspiegel.
Mit Zensus 2011 hatte Hillcrest 13.329 Einwohner bei 5.231 Haushalten. Davon waren 53 % weiblich und 47 % männlich. Die Einwohner waren zu 84 % Weiße, 11 % Schwarze, 2,97 % Inder und 0,83 % Coloureds. Für 83 % der Einwohner war Englisch die Erstsprache, für 8 % Afrikaans und für 7 % isiZulu.
Man erreicht die Ortschaft, indem man die Nationalstraße N3 von Durban aus in Richtung Pietermaritzburg fährt. Nachbarorte von Hillcrest sind Kloof, Botha’s Hill, Elangeni, Queensburgh und Camperdown.